# Amazonedwergeekhoorn
De amazonedwergeekhoorn (Microsciurus flaviventer) is een eekhoornsoort behorend tot de Amerikaanse dwergeekhoorns.
Deze soort leeft in het westelijke deel van het Amazoneregenwoud, in de landen Brazilië, Peru, Ecuador en Colombia.
1. ↑  (en) Amazonedwergeekhoorn op de IUCN Red List of Threatened Species.